# شاه‌مار کالیفرنیا
شاه‌مار کالیفرنیا (نام علمی: Lampropeltis californiae) نام یک گونه از سرده شه‌مار است.